# Ciutadà del món
Un ciutadà del món'(o cosmopolita) és una persona que desitja transcendir en algun sentit la divisió geopolítica que és inherent a les ciutadanies nacionals dels diferents estats i països sobirans. És un concepte similar al d'internacionalisme, encunyat al segle xix, tot i que el significat actual d'internacionalisme s'ha distanciat de la definició primigènia.

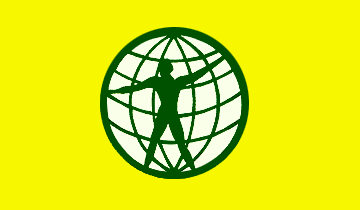
Bandera que simbolitza la Ciutadania del Món

## Història i filosofia
Els primers a identificar-se com a ciutadans del món van ser els filòsofs estoics. Van encunyar el terme de cosmòpolis o ciutat universal, del qual va derivar la paraula cosmopolita. L'estoïcisme va ser una filosofia important a l'Imperi Romà, que pretenia crear aquest tipus de cosmòpolis.
El cosmopolitisme arrenca de la presa de consciència de la unitat profunda de l'espècie humana. Per un cosmopolita, més enllà de les diferències nacionals, ètniques o culturals, existeixen tota una sèrie de trets comuns a l'espècie humana que fan que tots els éssers humans siguin iguals en drets i dignitat. L'actitud del cosmopolita és a la vegada de respecte i interès per totes les cultures, i de condemna d'aquelles violacions dels drets de la persona que vulguin justificar-se a partir del fet de la diferència cultural.
La traducció política del cosmopolitisme és més complicada. Hi ha cosmopolites que consideren que el cosmopolitisme és, per principi, incompatible amb qualsevol mena de nacionalisme o de patriotisme. D'altres, però, consideren que allò que s'oposa per principi al cosmopolitisme no és en si mateix el nacionalisme, sinó el xovinisme nacional o els nacionalismes basats en la raça o l'ètnia, per la seva naturalesa excloent. Tots els cosmopolites coincideixen, però, que existeixen uns criteris de justícia que han de ser garantits a qualsevol ésser humà independentment de quina sigui la seva adscripció nacional. També és comuna entre els que es consideren ciutadans del món la reivindicació d'alguna mena d'estructura política internacional que faci front als reptes comuns que tenen els ciutadans de totes les nacions com a habitants del mateix planeta i membres de la mateixa espècie. En aquest sentit, el cosmopolitisme afirma que la sobirania dels estats no és inviolable i que pot ser revocada per la comunitat internacional en cas de greus violacions de Drets Humans per part de l'Estat.

## Criticisme
No totes les interpretacions de la ciutadania global són positives. Per exemple, Parekh diu: «Si la ciutadania global significa ser un ciutadà del món, no és ni possible ni desitjable». Argumenta que la ciutadania global, que es defineix com una pertinença real a un tipus de sistema de govern mundial, és poc pràctic i desplaçat de la pròpia comunitat immediata. També pren nota que tal estat mundial seria inevitablement distant, burocràtic, opressiu, i culturalment insípid. Parekh presenta la seva opció alternativa amb l'afirmació: «Atès que les condicions de vida dels altres éssers humans en diferents parts del món haurien de ser un motiu de profunda preocupació moral i política per a nosaltres, la nostra ciutadania ha de tenir una dimensió mundial ineludible, i hem aspirar a convertir-nos en el que jo anomenaria un ciutadà d'orientació global».
Michael Byers, professor de Ciències Polítiques de la Universitat de la Colúmbia Britànica, qüestiona la suposició que hi hagi una definició de ciutadania global i desemmascara aspectes de definicions potencials. En la introducció a la seva conferència pública, que podeu trobar en un document de la Universitat de Victòria, afirma que «la ciutadania global no té definició». Byers observa l'existència de persones apàtrides, a les quals ell remarca, han de ser els principals candidats a la ciutadania mundial, però continuen vivint sense accés a les llibertats bàsiques i als drets de ciutadania. Byers no s'oposa al concepte de ciutadania global, tot i que critica les implicacions potencials del terme segons la definició de cadascú, com les que donen suport al «despietat sistema econòmic capitalista que ara domina el planeta». Byers declara que la ciutadania global és un terme poderós perquè «les persones que l'invoquen provoquen i justifiquen l'acció», i anima als assistents a la seva conferència d'apropiar-se'l per tal que tingui aquest significat pro-positiu, basat en valors idealistes.